# Busy Woman
«Busy Woman» es una canción de la cantante estadounidense Sabrina Carpenter de la edición de lujo de su sexto álbum de estudio, Short n' Sweet (2024). Carpenter escribió la canción con la compositora Amy Allen y su productor, Jack Antonoff. Inicialmente estaba disponible como la pista número 13 en la edición limitada del álbum, lanzada por Island Records el 29 de agosto de 2024. Carpenter la interpretó por sorpresa en algunas fechas de su gira Short n' Sweet Tour (2024–2025) antes de su inclusión en la edición de lujo del álbum el 14 de febrero de 2025. UMG Recordings la envió como airplay a la radio italiana como sencillo principal de la edición de lujo el 7 de marzo de 2025.